# Libertair, Direct, Democratisch
 (février 2021).
Libertaire, Direct, Démocratique (Libertair, Direct, Democratisch, LDD) est un parti politique flamand de droite radicale. Il est créé le 19 janvier 2007 par Jean-Marie Dedecker, ancien sénateur du VLD, comme Lijst Dedecker (Liste Dedecker en français), changeant de nom le 22 janvier 2011. Le 22 juin 2009, il adhère au groupe des Conservateurs et des réformateurs européens.
Le parti est membre de l'Alliance des conservateurs et réformistes européens de 2010 à 2014.

## Histoire
Après son exclusion du VLD le 16 octobre 2006, Jean-Marie Dedecker a créé avec des partisans le 8 novembre 2006  le think tank Cassandra. Toujours en novembre 2006, il a adhéré à la N-VA, mais son passage dans ce parti a été de courte durée car le CD&V, parti formant un cartel avec la N-VA, a mis un veto à l'adhésion de ce nationaliste flamand radical considéré comme populiste.
Cassandra a produit à cette occasion une étude d'après laquelle la base semblait suffisante pour créer un nouveau parti de droite en Flandre. Le nouveau parti politique a donc été présenté officiellement à la presse le 19 janvier 2007 : la Lijst Dedecker, Partij van het Gezond Verstand (« Liste Dedecker, Parti du Bon Sens »).
Assez rapidement, les jeunes au sein du parti flambant neuf se sont organisés pour diffuser ses idées : ils se sont baptisés Jong Gezond Verstand et ont élu Isabelle Van Laethem à la présidence.
Le 19 mai 2007, le parti a tenu un grand meeting électoral à Anvers en présence de plus de 600 personnes.
Lors des élections fédérales du 10 juin 2007, le parti a obtenu 6,5 % des voix en Flandre (il a cinq sièges à la Chambre et un au Sénat) et a ainsi dépassé le seuil électoral des 5 %. Le parti a donc la perspective de bénéficier d'une dotation annuelle de 825 000 euros. Aux élections au parlement flamand de 2009, il fait encore mieux avec 7,62 % et huit sièges.
Lors de élections fédérales du 13 juin 2010 cependant, le parti s'effondre partout en dessous du seuil électoral, sauf en Flandre-Occidentale, où Jean-Marie Dedecker devient le seul élu du parti dans le parlement fédéral. Déçu, il cède la présidence à Lode Vereeck.

## Programme
Le parti a participé aux élections fédérales du 10 juin 2007 et s'est présenté face aux électeurs avec le slogan Gezond verstand (« Bon sens »). Le sous-titre et la base du parti est le Gezond Verstand.
Les points les plus importants de son programme sont les suivants :
- introduction d'un impôt social à taux unique (30 %) dans l'impôt des personnes physiques ;
- diminution de l'impôt des sociétés de 33,99 % à 19 % ;
- limitation des allocations de chômage dans le temps ;
- suppression des réglementations et des administrations superflues ;
- pour une Belgique confédérale et la suppression des provinces, celles-ci étant remplacées par des communautés urbaines et territoriales ;
- pour la conservation des centrales nucléaires ;
- contre une éventuelle adhésion de la Turquie à l'Union européenne ;
- complète liberté d'expression ;
- démocratie directe avec introduction du référendum populaire liant.

La Liste Dedecker exclut la coopération avec le Vlaams Belang et ne rompt pas le cordon sanitaire.

## Membres
Un membre connu du parti est Boudewijn Bouckaert qui avait déjà auparavant suivi Dedecker du VLD à la N-VA.
Le 12 avril 2007, Jean-Marie Dedecker annonçait que l'ancienne judokate et championne olympique Ulla Werbrouck se présenterait aux élections du 10 juin sur une de ses listes. Elle a été élue à la Chambre dans l'arrondissement électoral de Flandre-Occidentale.
Philippe Brantegem, fondateur de la chaîne de magasins de chaussures Brantano, s'est également présenté sur une liste de la LDD.
La chanteuse Kim Kay devait également être candidate pour la LDD, mais elle y a renoncé pour des raisons de santé selon ses propres dires.

## Résultats électoraux

### Parlement fédéral

#### Chambre des représentants
| Année | Voix    | %    | Sièges  | +/- | Gouvernement        |
| ----- | ------- | ---- | ------- | --- | ------------------- |
| 2007  | 268 648 | 4,03 | 5 / 150 | 5   | Opposition          |
| 2010  | 150 577 | 2,31 | 1 / 150 | 4   | Opposition          |
| 2014  | 28 414  | 0,42 | 0 / 150 | 1   | Extra-parlementaire |

#### Sénat
| Année | Voix    | %    | Sièges |   | Gouvernement        |
| ----- | ------- | ---- | ------ | - | ------------------- |
| 2007  | 223 992 | 3,38 | 1 / 40 | 1 | Opposition          |
| 2010  | 130 779 | 2,02 | 0 / 40 | 1 | Extra-parlementaire |

### Entités fédérées

#### Parlement flamand
| Année | Voix    | %    | Sièges  | Gouvernement |
| ----- | ------- | ---- | ------- | ------------ |
| 2009  | 313 176 | 7,62 | 7 / 124 | Opposition   |

#### Parlement de la région de Bruxelles-Capitale
| Année | Voix  | %    | Sièges | Gouvernement        |
| ----- | ----- | ---- | ------ | ------------------- |
| 2009  | 1 957 | 3,78 | 0 / 17 | Extra-parlementaire |

### Parlement européen
| Année | Voix    | %    | Sièges | Gouvernement |
| ----- | ------- | ---- | ------ | ------------ |
| 2009  | 296 699 | 7,28 | 1 / 13 | Opposition   |

## Élus au sein des diverses assemblées
Légende : (*) chef de file, (**) président du parti.

### Chambre des représentants (13 juin 2010)
- Arrondissement électoral de Flandre-Occidentale :
  - Jean-Marie Dedecker, suppléé par Paul Vanhie

### Parlement flamand (jusque 2009)
Avant 2009, il s'agit de transfuges d'autres partis:
1. Monique Moens (ex-VB)
2. Jurgen Verstrepen (ex-VB)
3. John Vrancken (ex-VB)
4. Gino De Craemer  (ex-N-VA)

### Parlement flamand (2009)
1. Peter Reekmans, chef de groupe
2. Boudewijn Bouckaert
3. Patricia De Waele
4. Ivan Sabbe remplace Jean-Marie Dedecker[2]
5. Lode Vereeck
6. Ulla Werbrouck